# مورايا رباعية الأجزاء
مورايا رباعية الأجزاء (الاسم العلمي:Murraya tetramera) هي نوع من النباتات تتبع جنس المورايا من الفصيلة السذابية.